# Malign (musikgrupp)
Malign är ett svenskt black metal-band från Spånga som bildades 1994.

## Medlemmar
Nuvarande medlemmar
- Mörk (Yonas Lindskog, aka Rev W. Mörk) – trummor (1994–2002), gitarr (1999–2002), basgitarr (2011– )
- Nord (Jonas Tengner aka Nebiros) – sång (1995–2002, 2011– )
- Intet (Joel Malmén, aka Non (Stigmata)) –  trummor (2014– )

Tidigare medlemmar
- Marcus Tena (Tomas Marcus Tena Rodriguez) – basgitarr
- Mist (Mikael Schelin) – basgitarr
- Stregoica – gitarr (1994–1995)
- Letum – sång (1994–1995)
- Fog – basgitarr (1996–1999)
- Vonda – gitarr (1997–1998)
- Mort – gitarr (1999)
- Evig (Erik Andersson aka  Mishbar Bovmeph) – gitarr (2014–2015)

Turnerande medlemmar
- Belfagor (Mika Hakola) – trummor
- E Forcas (Emil Svensson) – trummor (2011)
- H. Death (Hampus Eriksson) – gitarr (2011)

## Diskografi
Demo
- 1995 – Demo 1/95 (kassett)
- 1996 – Livextirpation (kassett)

EP
- 1999 – Fireborn (7" vinyl)
- 2002 – Divine Facing (10" vinyl)
- 2015 – A Sun To Scorch (10" vinyl)

Samlingsalbum
- 2005 – Divine Facing / Fireborn (CD)

Annat
- 2019 – Black Metal Terror (delad album: Triumphator / Watain / Ofermod / Malign)